# Nicolai Hartmann

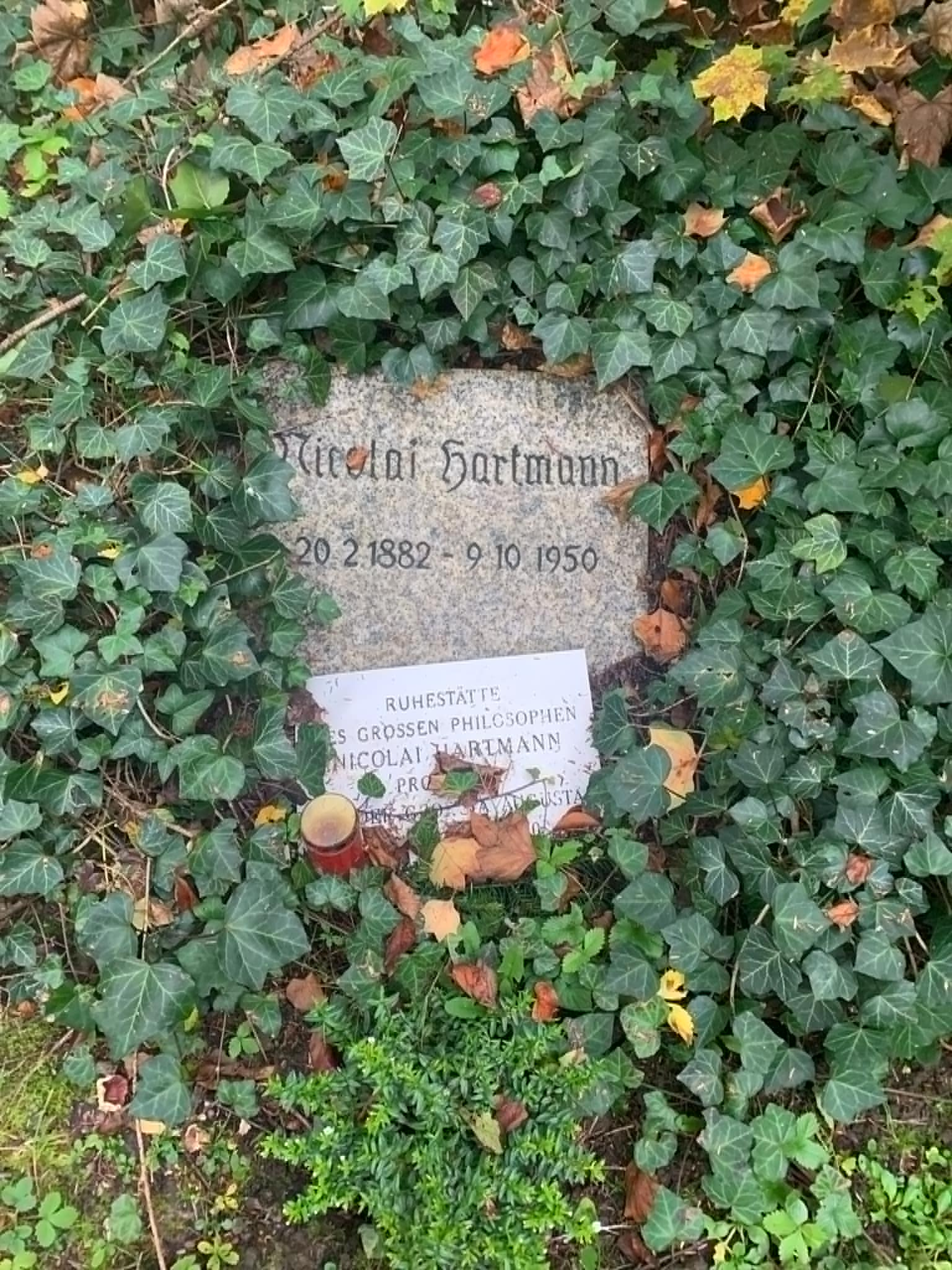
Grób Nicolai Hartmanna w Getyndze

Nicolai Hartmann (ur. 20 lutego 1882 w Rydze, zm. 9 października 1950 w Getyndze) – niemiecki filozof, neokantysta, logik i historyk filozofii. Znany również ze swojej krytycznej ontologii.

## Życie
Syn inżyniera Carla Augusta Hartmanna i Helene Hackmann. Po ukończeniu gimnazjum św. Katarzyny w Sankt Petersburgu był guwernerem, a następnie rozpoczął studia medyczne w Dorpacie. Nie dawały mu one satysfakcji, więc przeniósł się do Petersburga by rozpocząć studia w dziedzinie filozofii, historii i filologii klasycznej. Po ukończeniu studiów przeniósł się do Marburga (1905), gdzie znajdując się pod wpływem neokantystów początkowo zajmował się filozofią grecką: w 1907 r. obronił pracę doktorską Über das Seinsproblem in der griechischen Philosophie von Plato, która ukazała się drukiem jako wprowadzenie do jego pracy Platos Logik des Seins (1909), a w 1909 r. habilitacyjną Des Proklus Diadochus philosophische Anfangsgründe der Matematik nach der ersten zwei Büchern des Euklidkommentars dargestellt – następnie publikował artykuły z metodologii historii. Później zwrócił swoje zainteresowania w kierunku metodologii nauk przyrodniczych. Od neokantyzmu zwrócił się do fenomenologii, poza którą usiłuje jednak wyjść w swoich próbach stworzenia nowej krytycznej ontologii, w której głosił dualizm bytu realnego oraz idealnego.
Po pierwszej wojnie światowej, w której przez cztery lata brał udział, zaczął oddalać się od neokantyzmu. Bardziej niż Platonem i Kantem zajmował się Arystotelesem i Heglem. W 1920 r. został mianowany profesorem zwyczajnym w Marburgu, a dwa lata później objął katedrę po Paulu Natorpie. W roku 1926 został profesorem w Kolonii, gdzie współpracował z Maxem Schelerem. W 1931 roku objął katedrę w Berlinie. W czasach rządów narodowych socjalistów został odsunięty od nauczania akademickiego. Jednak, jako członek Berlińskiej Akademii Nauk, nie został pozbawiony możliwości publikowania. Po wojnie, w latach (1945–1950) był profesorem w Getyndze.

## Filozofia
Zwieńczeniem ewolucji poglądów Hartmanna jest złączenie fenomenologii (inaczej rozumianej od Husserla) z neokantyzmem. W pracach filozofa widoczna była nieustanna próba takiego łączenia. Według Hartmanna wartościowe jest „trzeźwe badanie, pozbawione patosu i żądzy sensacji, czyste umiłowanie prawdy, posłuszeństwo jej prawu”; wymaga to jednak odrzucenia jakichkolwiek narzuceń światopoglądowych. Pytania metodologiczne ocierają się o pytania bytowe, czyli o metafizykę. Owa "krytyczna metafizyka" (analiza ontyczna w której filozof niemiecki odchodzi od dogmatycznego neokantyzmu) stanowi ważny, kolejny trzon całej filozofii Hartmanna (poglądy te zostały wyłożone w dziele Grundzüge einer Metaphysik der Erkenntnis). Aby dokonać dobrej analizy rzeczywistości, która niezbędna jest przy czystych badaniach oraz przy myśleniu systematycznym, należy trzymać się fenomenów, których filozofia musi być wiernym opisem. Tego typu "myślenie systematyczne" musi być powiązane ściśle z głębszymi badaniami metafizycznymi; a w konsekwencji prowadzić do stawiania i rozwiązania problemów najbardziej podstawowych. Hartmann przedstawia tezę, że metafizyka jest jedyną podstawą wszelkich badań systematycznych, a nawet większości badań naukowych; np. w psychologii.
Ważny jest również następujący pogląd historiozoficzny: filozofia – podobnie jak inne nauki – ma już stałe osiągnięcia (są to rzeczy ponadhistoryczne). Ciężko je jednak zauważyć, ponieważ dominuje myślenie o zabarwieniu relatywnym; zamknięte szeregi systemów filozoficznych traktowane są na równi sobie. To "niezależne traktowanie" odbywa się ostatecznie ze szkodą dla filozofii. Niemiec postuluje rozpoczęcie poszukiwań tych stałych osiągnięć. Pogląd ten jest również przedstawiony w Myśli filozoficznej i jej historii: „Nikt już dziś chyba nie praktykuje poważnie platońskich dowodów nieśmiertelności i nikt nie będzie oczekiwał zbawienia ludzkości przez utopię państwa ani nawet nie umieści królestwa idei obok realnego świata”. Hartmann negatywnie ocenia dorobek historyków filozofii; uważa, że wiele rzeczy wymaga ponownego przemyślenia. Chodzi właśnie o rozgraniczenie rzeczy historycznych od ponadhistorycznych. Rzeczy ponadhistoryczne są uniwersalnymi zdobyczami filozofii; np. cnota u Arystotelesa. Rzeczy historyczne to niewygodne naleciałości, które niczego nowego nie wprowadzają i nie powinny interesować filozofów.
W Systematycznej Autoprezentacji autor postuluje także o zadawanie podstawowych pytań filozoficznych – jest to nawiązanie do metod stosowanych przez Sokratesa. Pytania takie nie muszą zawierać gotowych odpowiedzi, ale mają skłaniać zainteresowanego do myślenia i większego wgłębiania się w dany problem.

## Dzieła
- Platos Logik des Seins, (1909)
- Philosophische Grundfragen der Biologie, (1912)
- Grundzüge einer Metaphysik der Erkenntnis, (1921), 2 wydanie (1925)
- Die Philosophie des Deutschen Idealismus, (1923/1929), 2 Bände
- Fichte, Schelling und die Romantik, (1923)
- Ethik, (1926)
- Hegel, (1929)
- Das Problem des geistigen Seins, (1933)
- Zur Grundlegung der Ontologie, (1935)
- Möglichkeit und Wirklichkeit, (1938)
- Der Aufbau der realen Welt, (1940)
- Neue Wege der Ontologie, in: Systematische Philosophie, (1943)
- Die Philosophie der Natur, (1950)
- Teleologisches Denken, (1951)
- Ästhetik, (1953)
- Abhandlungen zur Philosophiegeschichte, Bd. 1, (1955)
- Abhandlungen zur Philosophiegeschichte, Bd. 2, (1957)
- Vom Neukantianismus zur Ontologie, Bd. 3, (1958)
- Nicolai Hartmann und Heinz Heimsoeth im Briefwechsel, pod redakcją Fridy Hartmann, (1978).

Teksty po polsku:
- Myśl filozoficzna i jej historia. Systematyczna autoprezentacja. Przeł. J. Garewicz. Toruń (1994).
- Cele i drogi analizy kategorialnej. Przeł. J. Garewicz. Toruń (1994).
- Jak w ogóle możliwa jest krytyczna ontologia? Przyczynek do ugruntowania ogólnej nauki o kategoriach. Przeł. A. J. Noras. W: Principia. Pisma koncepcyjne z filozofii i socjologii teoretycznej. Tom 27-28. Kraków (2000).
- Nowe drogi ontologii. Przeł. L. Kopciuch, A. Mordka. Toruń (1998).
- O podstawach ontologii. Przeł. J. Garewicz. Toruń (1994).
- O idealnej samoistności wartości. Przeł. W. Galewicz. W: Z fenomenologii wartości. Red. W. Galewicz. Kraków (1988).
- Stosunek wartości i powinności.Przeł. W. Galewicz. W: Z fenomenologii wartości. Red. W. Galewicz. Kraków (1988).
- Wprowadzenie do filozofii. Autoryzowany zapis wykładu wygłoszonego w semestrze letnim 1949 roku w Getyndze. Przeł. A. J. Noras. Warszawa (2000).
- Zarys metafizyki poznania. Przeł. E. Drzazgowska, P. Piszczatowski. Warszawa (2007).